# Edwin Nicholas Arnold
Edwin Nicholas „Nick“ Arnold (* 16. Oktober 1940; † 23. September 2023) war ein britischer Herpetologe.

## Leben
1966 wurde Arnold wissenschaftlicher Mitarbeiter an der zoologischen Abteilung des Natural History Museum in London. 1970 wurde er wissenschaftlicher Leiter und 1978 wissenschaftlicher Direktor der herpetologischen Abteilung. Im Oktober 2000 ging er in den Ruhestand. Ab 2005 arbeitete er als wissenschaftlicher Mitarbeiter in der herpetologischen Forschung.
Zu den Forschungsschwerpunkten von Arnold zählten die rezente Herpetofauna der arabischen Halbinsel und die subfossile Herpetofauna der Maskarenen.
1977 verfasste er eine Revision der Gattung Scincus. 1978 veröffentlichte er das Buch A field guide to the reptiles and amphibians of Britain and Europe, das im selben Jahr in einer deutschsprachigen Übersetzung unter dem Titel Pareys Reptilien- und Amphibienführer Europas. Ein Bestimmungsbuch für Biologen und Naturfreunde beim Verlag Paul Parey erschien. 1980 transferierte er den ausgestorbenen Mauritius-Riesenskink von der monotypischen Gattung Didosaurus in die Gattung Leiolopisma. Im Jahr 2002 erschien sein Buch Reptiles and amphibians of Europe.
In einer im Jahr 2003 gemeinsam mit Jeremy J. Austin und Roger Bour veröffentlichten Studie legte er dar, dass es sich bei der im Jahr 1980 von Bour als Dipsochelys arnoldi beschriebenen Riesenschildkrötenart um ein Synonym der Aldabra-Riesenschildkröte handelt.

## Dedikationsnamen
Nach Arnold sind Aldabrachelys gigantea arnoldi (Synonym: Dipsochelys arnoldi), Hemidactylus arnoldi, der Montseny-Gebirgsmolch (Carlotriton arnoldi) und die Eidechsenart Mesalina arnoldi benannt.